# Juan Piris
Juan Piris Frígola (Cullera, Valencia, 28 de septiembre de 1939) es un eclesiástico español. Es Obispo emérito de Lérida, desde 2015, y fue presidente de la Comisión Episcopal de Medios de Comunicación Social de la Conferencia Episcopal Española desde 2009 hasta 2015.

## Biografía

### Formación
Cursó los estudios eclesiásticos en el Seminario Metropolitano de Valencia (Moncada) y en el Colegio Mayor-Seminario de la Presentación de la Bienaventurada Virgen María en el Templo y Santo Tomás de Villanueva (Valencia).  
Entre 1964 y 1968 estudió la licenciatura en Pedagogía y la diplomatura en Catequética en Roma, esta última en el Pontificio Ateneo Salesiano. Se licenció en Filosofía por la Universidad de Valencia en 1971.

### Sacerdocio
Fue ordenado sacerdote en 1963. Ha ejercido su ministerio sacerdotal, principalmente, en las ciudades de Valencia y Alcira. 
En 1968 fue nombrado vicario. Fue miembro del grupo promotor en España del Movimiento por un Mundo Mejor, de 1974 a 1979, fecha en que fue director del Secretariado Diocesano y luego delegado episcopal de Pastoral Familiar. Fue miembro del Consejo de Presbiterio y consultor de la archidiócesis de Valencia. Dirigió la Subcomisión de Familia de la Comisión Episcopal de Apostolado Seglar de la Conferencia Episcopal Española, en Madrid, de 1981 a 1984. Ha sido nombrado arcipreste en dos ocasiones. Entre 1988 y 1990 fue vicario episcopal de la Ribera, Valencia Nordeste y Líria-Vía Madrid.

## Episcopado

### Obispo de Menorca
En 2001 fue nombrado obispo de Menorca por el papa Juan Pablo II. Ese mismo año ingresó como miembro de la Comisión Episcopal de Pastoral de la Conferencia Episcopal Española, pasando en 2005 a la Comisión de Comunicación. 

### Obispo de Lérida
En 2008 fue nombrado obispo de Lérida por el papa Benedicto XVI. En 2009 fue elegido presidente de la Comisión Episcopal de Medios de Comunicación Social de la Conferencia Episcopal Española, de la que era miembro, formando parte desde ese momento de la Comisión Permanente del órgano de gobierno de la Iglesia católica en España.
El obispo Piris, en el conflicto por las 112 obras artísticas de las parroquias aragonesas segregadas de Lérida, decidió desairar las sentencias vaticanas, aliándose con los Amigos del Museo de Lérida, a ver si conseguía que los tribunales civiles derogasen las sentencias vaticanas y dijeran que el obispado de Lérida era dueño por usucapión de esas piezas. Piris y los Amigos del Museo de Lérida, perdieron el pleito, y la Santa Sede le obligó a retirarse del mismo después del gran escándalo que había protagonizado y de no haber conseguido su propósito.
Después de las recientes sentencias de la Sala de lo Contencioso-Administrativo del Tribunal Supremo de 26 de mayo de 2015 que dicen que la catalogación catalana como colección no puede impedir que las parroquias aragonesas recuperen libremente sus bienes depositados en el Museo de Lérida, Piris tiene que afrontar el salir del Consorcio del Museo de Lérida, lo que permitiría entregar esos bienes a las diócesis de Barbastro-Monzón y de Huesca, pero, a lo que él se niega.

### Renuncia
El 28 de julio de 2015 el papa Francisco le aceptó la renuncia al gobierno pastoral de la diócesis de Lérida después de haberla presentado un año antes al cumplir la mayoría de edad en activo episcopal (75 años) según el canon 401, párrafo 1 del Código de Derecho Canónico. En su lugar, ocupó la cátedra episcopal leridana Salvador Giménez Valls, obispo de Menorca nombrado el mismo día, convirtiéndose en el tercer obispo consecutivo procedente de Menorca que ocupó la sede leridana.

## Libros
- Piris Frígola, Juan, (1997). Para que tengan vida. Comercial Editora de Publicaciones. ISBN 84-7050-449-5.